# Орионов појас
Орионов појас или Појас Ориона, познат и по имену Три Краља или Три Сестре, је астеризам у сазвежђу Орион. Састоји се из три светле звезде Алнитак, Алнилам и Минтака.
Тражећи Орионов појас на ноћном небу је најлакши начин проналажења сазвежђа Орион на небу. Звезде су мање-више једнако размакнуте и формирају праву линију, те се такође могу и визуализовати као каиш ловца. Науочљивији је на раном ноћном небу током северне зиме/јужног лета, тачније у месецу јануару око 21 часа.

## Звезде Орионовог појаса

### Алнитак
Алнитак (Зета Орионис, 50 Ори) је систем од три звезде на источном крају Орионовог појаса, и удаљена је 736 светлосних година од Земље. Њихов луминозитет је 100,000 пута јачи од луминозитета Сунца. Примарна звезда (Алнитак A) је и сама скоро па бинарна звезда, и обухвата Алнитак Aa и Алнитак Аб. Сматра се да је Aa 28 пута масивнија од Сунца, и да има 20 пута већи пречник. Алнитак Аа је најсветлија звезда класе О на ноћном небу. Алнитак Б је звезда класе Б која кружи око звезде Алнитак А на сваких 1500 година. Четврта звезда, Алнитак Ц, није још увек потврђени члан овог система, и може бити да се само случајно налази у истој линији са осталим звездама овог система.

### Алнилам
Алнилам (Епсилон Орионис, 46 Ори) је око 1340 светлосних година удаљен од Земље, и сија магнитудом од 1.70. Узевши у обзир ултравиолетно светло, Алнилам је 375,000 пута луминознији од Сунца.
То је плави супер-џин у сазвежђу Орион. Фламстид ју је убележио као 46 Орионис.
То је тридесета најсветлија звезда на небу (четврта најсветлија у сазвежђу Орион) и она је плаво-бели супер-џин. Заједно са звездама Минтака и Алнитак, оне чине Орионов појас, познат по много различитих имена широм света. Алнилам је средишња звезда.
Од 1943. године, спектар ове звезде је служио као једна од стабилних тачака по којима су друге звезде класификоване. То је такође и једна од 57 звезда које се користе при небеској навигацији. Налази се на својој највишој позицији на небу око поноћи 15. децембра сваке године.
Релативно једноставан спектар Алнилама је чини врло корисним за проучавање муђузвезданог медијума. У току наредних милион година, ова звезда ће се можда претворити у црвеног супер-џина и експлодиратии као супернова. Окружена је молекуларним облаком NGC 1990. Њени звездани ветрови могу достићи брзину од 2000 km/s, што може узроковати да изгуби масу 20 милиона пута брже него Сунце.

### Минтака
Минтака (Делта Орионис, 34 Ори) је удаљена 915 светлосних година од Земље и сија магнутудом од 2.21. Минтака је 90,000 путалуминознија од Сунца. Минтака је бинарна звезда. Обе звезде орбитирају једна око друге на свака 5.73 дана.